# Liuba (Mythologie)

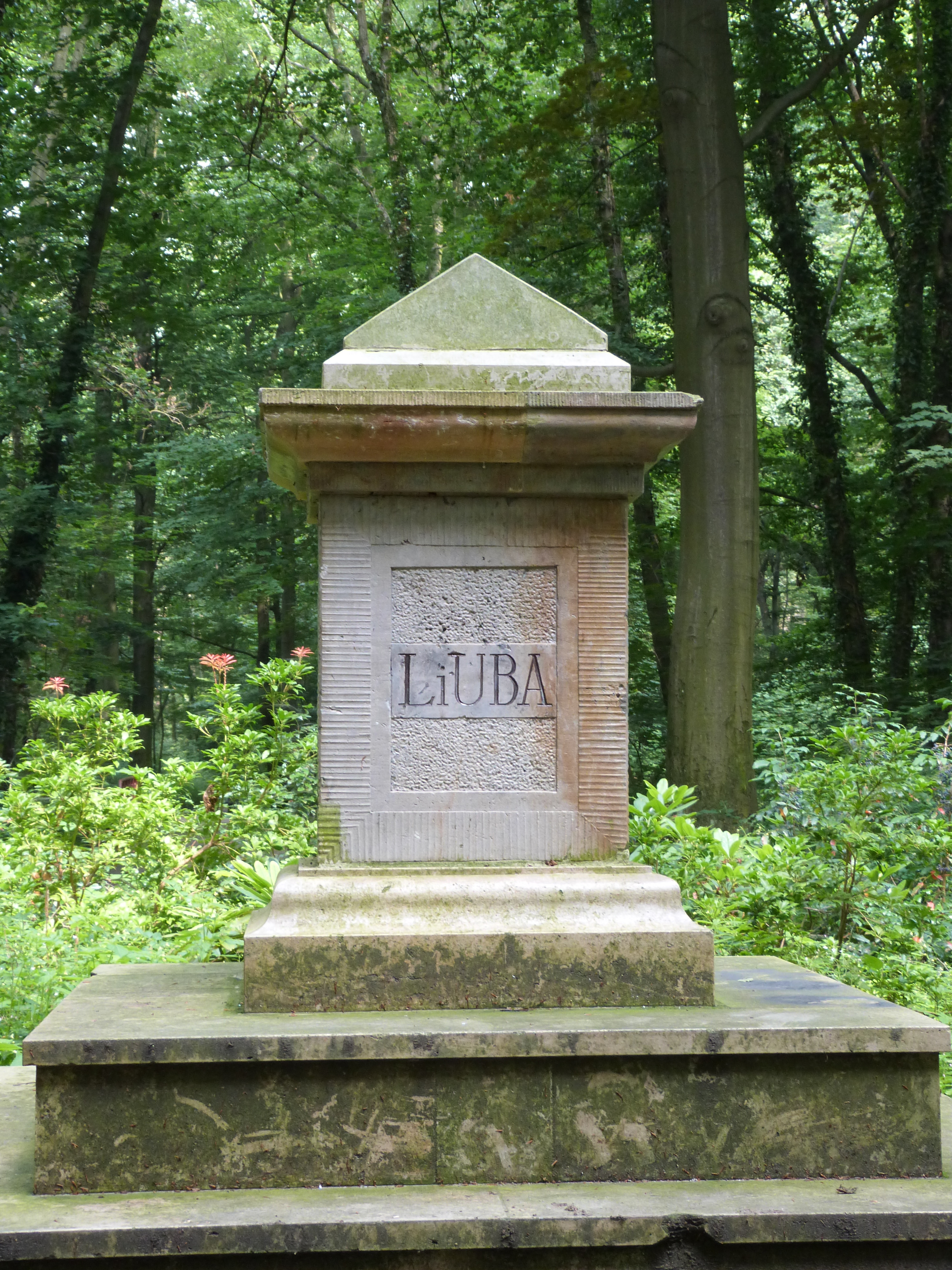
Gedenkstein der Liuba im Lübbener Stadthain

Liuba (altslawisch „Liebe“ oder „die Liebende“) ist der Name der sorbischen (wendischen) Göttin des Frühlings, der Liebe und der Fruchtbarkeit. Sie ist die slawische Entsprechung der nordischen Göttin Freyja.

## Namensformen
Lioba, Luba, Ljuba oder Lupa ist der Name der slawischen Göttin der Morgenröte, des Mondes und des Frühlings.

## Stellung, Attribute
Die Göttin ist in mythologischen Nachschlagewerken nicht zu finden, wird jedoch in einigen wenigen Quellen im 18. und 19. Jahrhundert erwähnt. Die Göttin Liuba ist Herrin der Morgenröte, des Mondes und des Frühlings. Sie ist die Schutzgöttin aller Liebenden. Sie gebietet über den Frühling, die Fruchtbarkeit und Wachstum. Sie lehrte die weisen Frauen das Brauen von Zaubertränken und sendet prophetische Träume. Es ist anzunehmen, dass die heidnische Göttin Liuba innerhalb der regionalen slawischen Mythologie einen sehr wichtigen Platz im Glauben der Völker einnahm.

## Ortsnamen
Die enge Verwurzelung des Liuba-Glaubens mit der Region des Spreewalds und der damaligen slawisch-sorbischen Besiedelung hat sich in vielen Ortsnamen dokumentiert und bis heute erhalten. Beispiele dafür sind: Lübben (Lubin), Lübbenau (Lubnjow), Berlin-Lübars (Liubas Ort), Groß Lübbenau (Grosin Lubin) oder auch Lübnitz (Lubenitz).

## Sage von Liuba
Eine überlieferte wendische (sorbische) Sage aus der Region um Lübben ist der einzige klare Hinweis auf die Bedeutung und den Glauben der Menschen an die Göttin Liuba:
„… einst soll sich eine junge Wendenprinzessin im Hain an die Göttin gewandt haben. Sie war in einen Fürstensohn eines verfeindeten Stammes verliebt. Ihr Vater verbot Ihr die Liebe zu dem jungen Mann. Eines Tages war der Liebste der Prinzessin in den Kampf gezogen. Als ihr in der Nacht des Abschieds im Traum eine weiße Frauengestalt mit wallendem Haar, die Wehklage, erschien, deutete sie dies als ein Vorzeichen des baldigen Todes ihres Geliebten.
Sie flehte daher die Göttin Liuba, die Beschützerin aller Liebenden und Göttin des Frühlings an, sie bald wieder mit ihrem Verlobten zu vereinen und ihn zu schützen. Sie opferte ihr ein kostbares Diadem sowie eine Halskette, die ihr der junge Fürst geschenkt hatte.
Auf dem Weg nach Hause versank die Prinzessin samt ihrer Kutsche und ihrem gesamten Gefolge im grundlosen Morast, den es damals vielerorts im Spreewald gab. Auf dem weit entfernten Schlachtfeld wurde ihr Liebster zur selben Stunde von einem vergifteten Pfeil ins Herz getroffen. So hatte die Göttin beide im Tod wieder vereint und dem Wunsch der Prinzessin letztlich entsprochen …“

## Geschichte/Kultorte

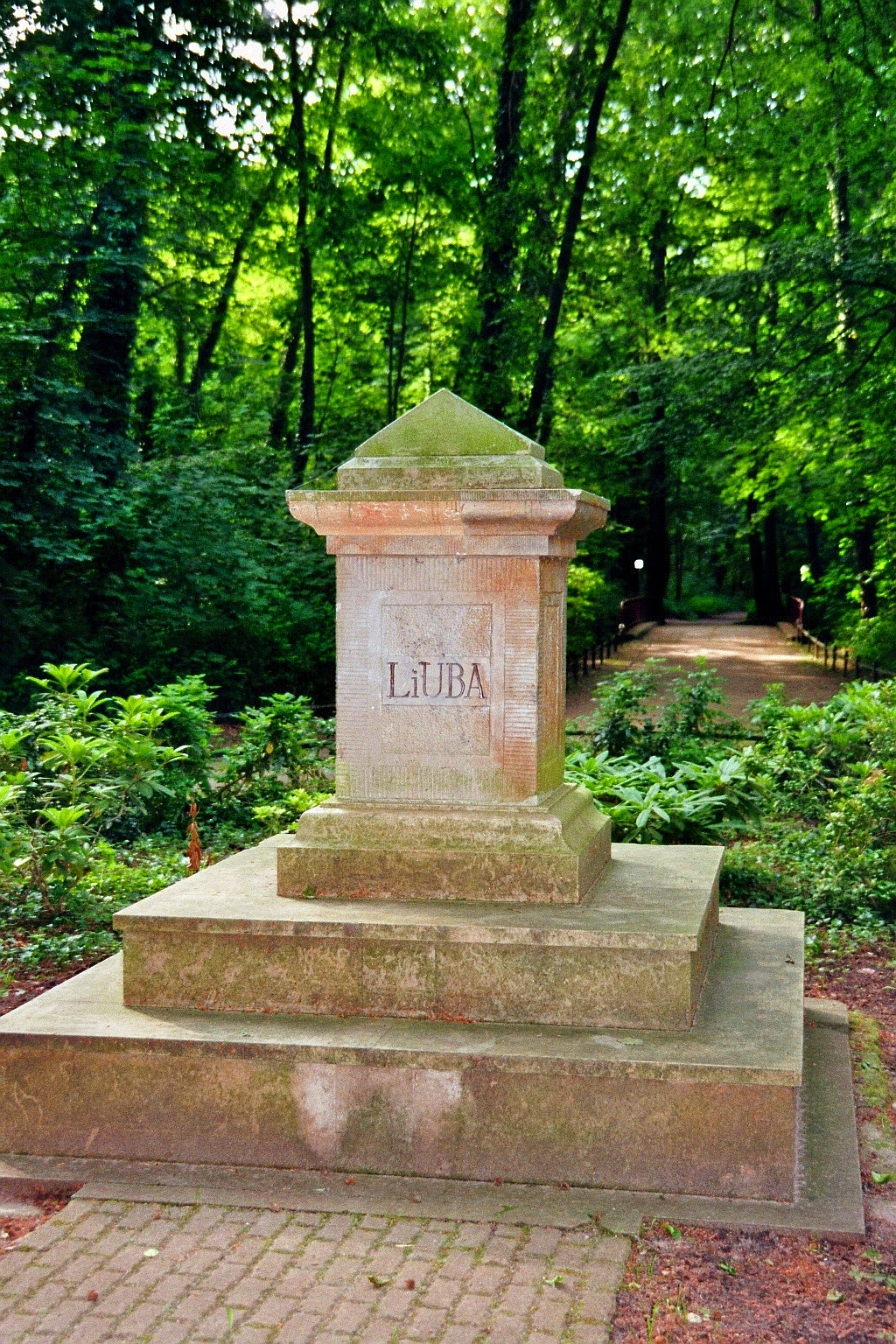
Eiche Lubans

Im Hain der Stadt Lübben, einem urwüchsigen Rest-Auwald mit Dutzenden imposanter Buchen, Erlen und Stieleichen befindet sich ein Gedenkstein zu Ehren der Göttin Liuba. Dieser wurde 1854 vom damaligen Magistrat der Stadt in Auftrag gegeben und an einem ehemaligen wendischen Kult- und Opferungsort, der Eiche Lubans, aufgestellt. 1907 veranlasste die Stadt, den Stein innerhalb des Lübbener Hains zu verlegen und einen neuen Ort nahe dem Ufer des Flüsschens Berste neu aufzustellen. Dort steht dieser bis zum heutigen Tag. Der Gedenkstein trägt außer dem Wort „Liuba“ keine weitere Inschrift.